# Bubsheimer Kirchberg und Umgebung
Der Bubsheimer Kirchberg und Umgebung ist ein vom Landratsamt Tuttlingen am 16. April 2008 durch Verordnung ausgewiesenes Landschaftsschutzgebiet auf dem Gebiet der Gemeinde Bubsheim. Das Gebiet liegt im Naturraum Hohe Schwabenalb.

## Lage
Das etwa 171 Hektar große Landschaftsschutzgebiet besteht aus drei Teilgebieten. Das größte liegt unmittelbar westlich von Bubsheim und umfasst den Südhang des Kirchbergs, die Gemeindeweide, den Fohlenstein, das Wolfstal sowie die Kuppen Schnarz und Schnärzle. Südlich von Bubsheim liegt das Teilgebiet Äußerer Bühl, im Norden das Teilgebiet Eichen. Das gesamte Landschaftsschutzgebiet liegt im Naturraum Hohe Schwabenalb.

## Schutzzweck
Als wesentliche Schutzzwecke sind in der Verordnung die Erhaltung der offenen Steinriegel-Heckenlandschaft am Kirchberg, die Erhaltung der Sommerschafweiden der Gemeinde Bubsheim in ihrer Eigenart und Schönheit, die Sicherung des Landschaftsbildes mit seinem offenen Charakter und die Erhaltung der vorkommenden Arten und Lebensräume nach der FFH- und der Vogelschutzrichtlinie angegeben.

## Landschaftscharakter
Das Gebiet umfasst ein für die Hochfläche des Großen Heubergs charakteristisches Mosaik aus Magerwiesen und als Wacholderheiden ausgeprägte Schafweiden. Das Grünland ist teilweise durch Steinriegel und Feldhecken strukturiert. Einige ehemals als Schafweide genutzte Flächen sind durch Nutzungsaufgabe mit Kiefern-Sukzessionswald bestockt oder wurden mit Fichten aufgeforstet.

## Geschichte
Einige Teile des Landschaftsschutzgebietes standen bereits früher unter Schutz. So wurden die Sommerschafweide Eichen und die Gemeindeweide bereits 1944, der Kirchberg 1988 und der Äußere Bühl und das Gebiet Wasserstall 1991 unter Schutz gestellt. Bei der Neuausweisung im Jahr 2008 wurden die jeweiligen Verordnungen außer Kraft gesetzt.

## Zusammenhängende Schutzgebiete
Das Landschaftsschutzgebiet Sommerschafweide am Eingang zum Schäfertal, im Grauental, Kuhwasen und am Hühnerbühl ist nur durch die Landesstraße 438 vom Gebiet abgesetzt. Der Fohlenstein ist als flächenhaftes Naturdenkmal ausgewiesen.
Die Teilgebiete Eichen und Kirchberg liegen im FFH-Gebiet Großer Heuberg und Donautal. Das gesamte Landschaftsschutzgebiet liegt im Vogelschutzgebiet Südwestalb und Oberes Donautal und im Naturpark Obere Donau.